# عزيزي للتطوير
عزيزي للتطوير العقاري هي شركة تطوير عقاري مقرها دبي. أنشأت الشركة على يد رجل الأعمال مريوس عزيزي في العام 2007 بهدف تطوير المنازل والوحدات السكنية التي تتناسب مع أسلوب الحياة الحضري الحديث. تضم عزيزي للتطوير العقاري فريق عمل يختص في التطوير والبناء والتسويق والمبيعات، كما أن للشركة حضور في مجالات أخرى تشمل البنوك والتمويل، والطاقة، والضيافة، والتجارة، والأعمال الخيرية.
تنتشر مشاريع عزيزي في مختلف مناطق دبي الرئيسية وتشمل هذه المناطق كل من الفرجان وميدان (مدينة محمد بن راشد) ومدينة دبي الطبية ونخلة جميرا ووسط مدينة جبل علي، ومدينة دبي للإستوديوهات، ومدينة دبي الرياضية. في الوقت الحالي لدى عزيزي ما يقارب مئة مشروع قائم والتي صرحت الشركة أنها سيتم تسليمها بين العامين 2021 و2023 بالإضافة لمئة مشروع في مرحلة التخطيط أعلنت الشركة أنها تتوقع تسليمها بين 2023 و2025. حصلت شركة عزيزي على عدد من الجوائز في مجال التطوير العقاري ومنها جائزة العام لأفضل مطور وجائزة أفضل مشروع سكني فاخر عن مشروعها ريفيرا الواقع في ميدان بمدينة محمد بن راشد.

## مشاريع عزيزي للتطوير العقاري
عزيزي ريفيرا، مدينة محمد بن راشد: يضم هذا المشروع عددا من الخيارات السكنية التي تتضمن الأستوديوهات والشقق التي تتكون من غرفة وغرفتين وثلاث غرف، بالإضافة لمنطقة بيع بالتجزئة. يقع عزيزي ريفيرا على مقربة من خور دبي وداون تاون دبي وقناة دبي، ويوفر للسكانين مرافق مثل حمامات السباحة ومناطق الحيوانات الأليفة.
بارك أفينيو: بدأت عزيزي في بناء مشروع بارك أفينيو في أغسطس 2020، ويخطط أن يتكون المشروع من 3 مباني ليكون المجموع النهائي للوحدات السكنية عند انتهاء المشروع 372 وحدة سكنية و29 مساحة للتجزئة. يتواجد بارك أفينيو على مقربة من ميدان جراند ستاند، ومضمار "ذا تراك، داون تاون دبي ودبي مول.
عزيزي مينا: يتواجد عزيزي مينا في نخلة جميرا ويغطي مساحة قدرها 11.244 مترا مربعاً ويتكون من 178 وحدة سكنية تنقسم إلى شقق بغرفة واحدة والشقق بغرفتين والشقق بثلاث غرف بالإضافة لمرافق تشمل برك السباحة والحدائق والمطاعم والمحلات التجارية.
شايستا: يقع هذا المشروع في منطقة الفرجان بدبي والتي تقع على مقربة من ابن بطوطة مول وديسكوفري جاردن وجبل علي، ويتكون شايستا من 12 طابقاً سكنياً تضم 137 شقة سكنية تنقسم إلى شقق بغرفة وحدة وشقق بغرفتين، كما يضم منطقة للمحلات التجارية. يقدم المشروع للقاطنين فيه مرافق تتضمن برك سباحة ومواقف للسيارات ونادي رياضي.
كريك فيوز: يتواجد هذا المشروع في مدينة دبي الطبية ويتكون من 20 طابقاً تحتوي على أستوديوهات سكنية وشقق بغرفة نوم واحد أو غرفتين. يقع المشروع على طريق الخيل وهو على مقربة من دبي مول ومطار دبي الدولي.
عزيزي فيكتوريا: يتكون عزيزي فيكتوريا من 30000 وحدة سكنية تتنوع بين الأستوديوهات والشقق بغرفة أو غرفتين أو 3 غرف، كما يضم حي تجاري يتألف من عدد من محلات البيع بالتجزئة، بالإضافة للفنادق، والمساحات الخضراء، والحدائق، والمتنزهات. ويتواجد كل من مطار دبي الدولي وخور دبي ودبي مول ومول ميدان وان على مقربة من عزيزي فيكتوريا.
أورا: يقع مشروع عزيزي أورا في منطقة جبل علي ويرتفع بعلو 17 طابقاً ويتألف من وحدات سكنية تتراوح بين الأستوديوهات والشقق السكنية المتألفة من غرفة أو غرفتين أو ثلاث غرف.
عزيزي ميراج: يتواجد مشروع ميراج في مدينة دبي للأستوديوهات على مقربة من اكسبو 2020 وتمتد مساحته على 300,000 قدم مربع تضم خيارات عقارات سكنية تتنوع بين الشقق بغرفة واحدة والشقق بغرفتين والشقق بثلاث غرف. كما يوفر المشروع مرافق تشمل بركة سباحة وصالة رياضية ومركز للياقة البدنية.